# Danny Mastrogiorgio
Danny Mastrogiorgio est un acteur américain né le 26 octobre 1964 à Mount Vernon dans l'État de New York.

## Filmographie

### Cinéma
- 1996 : Sleepers : Nick Davenport
- 1998 : Dead Broke : Veduccio
- 2001 : Friends and Family (en) : Vito
- 2003 : Frère des ours : Ram
- 2005 : Backseat : Andres
- 2005 : Les Producteurs : le gardien de prison
- 2007 : Underdog, chien volant non identifié : le chien fou
- 2007 : Il était une fois : Jerry
- 2009 : Fighting : Jim le marchand
- 2010 : Beware the Gonzo : Contact
- 2011 : Don gato y su pandilla : voix additionnelles
- 2012 : Recherche Bad Boys désespérément : Lenny
- 2014 : God's Pocket : Officier Eisenhower
- 2014 : The Mend : Richard
- 2014 : The Cobbler : Brian
- 2019 : Share : Tony
- 2021 : Rushed : l'avocat de district

### Télévision
- 1995 : New York News (1 épisode)
- 1995 : New York, police judiciaire : Perry Behrens (saison 6, épisode 1)
- 1997 : Le Dernier Parrain : Vincent Cleriuzio (3 épisodes)
- 1998 : New York 911 : Stone (1 épisode)
- 1995 : New York, police judiciaire : Bruce Valentine (saison 10, épisode 16)
- 2000 : New York, unité spéciale : Earl Miller (saison 2, épisode 6)
- 2006 : Les Soprano : Kevin Mucci (1 épisode)
- 2006 : The Book of Daniel : Michael Vaporelli (4 épisodes)
- 2008 : New York, police judiciaire : Nicky Fatone (saison 18, épisode 7)
- 2008 : New York, section criminelle : John Testarossa (saison 7, épisode 11)
- 2008 : New York, unité spéciale : Orlando McTeer (saison 10, épisode 4)
- 2009 : The Unusuals : Wendall Tate (1 épisode)
- 2011 : FBI : Duo très spécial : Randy Morosco (1 épisode)
- 2011 : Person of Interest : Derek Whitaker (1 épisode)
- 2011 : Prime Suspect : Roi Dickens (1 épisode)
- 2012 : Blue Bloods : Détective Freehill (1 épisode)
- 2012 : New York, unité spéciale : Mr. Fisher (saison 13 épisode 14)
- 2013 : Elementary : James Dylan (1 épisode)
- 2014 : The Leftovers : Agent Kilaney (1 épisode)
- 2014 : Gotham : Frankie Carbone (3 épisodes)
- 2014 : New York, unité spéciale : George Turner (saison 16, épisode 7)
- 2015 : The Good Wife : Joe Collins (1 épisode)
- 2015 : Show Me a Hero : Peter Chema (5 épisodes)
- 2016 : Crisis in Six Scenes : un policier (1 épisode)
- 2016-2017 : The Affair : Détective Stanton (3 épisodes)
- 2016-2020 : Billions : Eric Ike Isaacson (4 épisodes)
- 2018 : Cameron Black : L'Illusionniste : Leo Baker (1 épisode)
- 2018-2019 : Instinct : Détective Anthony Fucci (22 épisodes)
- 2020 : New York, unité spéciale : avocat Tommy Calabrese (saison 22, épisode 2)

### Jeu vidéo
- 2003 : Batman: Dark Tomorrow : plusieurs personnages
- 2003 : Frère des ours : Ram
- 2004 : Grand Theft Auto: San Andreas
- 2005 : The Warriors : le dealer
- 2005 : Grand Theft Auto: Liberty City Stories : Toni Cipriani
- 2010 : Red Dead Redemption : le prédicateur
- 2011 : Homefront
- 2012 : Max Payne 3